# Casa de los Soldados en Holyoke
 La Casa de los Soldados en Holyoke es un centro y hospital de veteranos de servicio completo ubicado en Holyoke, Massachusetts, que mantiene 247 camas en su centro de enfermería principal y un edificio de atención domiciliaria independiente con 30 residentes de tiempo completo. El centro brinda atención a largo plazo y servicios médicos ambulatorios, así como servicios dentales y sociales, y programación y eventos para veteranos. Operado por el Departamento de Servicios para Veteranos de Massachusetts, es inspeccionado anualmente por el Departamento de Asuntos de Veteranos del estado y de los Estados Unidos. 
En abril de 2020, al menos 68 veteranos, casi el 30 por ciento de los residentes del hogar, murieron de COVID-19 en el brote más mortal en un centro de atención a largo plazo en los EE. UU. Durante la pandemia de coronavirus 2019-20.

## Historia
La creación de la Casa de los Soldados fue un proceso prolongado de siete años; Tras el final de la Segunda Guerra Mundial, la Commonwealth vio una afluencia de veteranos heridos que requieren atención a largo plazo. En este momento, se estaban estableciendo más instalaciones federales en todo el país y la única instalación estatal designada para la tarea era la Casa de los Soldados en Chelsea, que se había establecido en 1882. En 1945, el Tribunal General de Massachusetts aprobaría varias leyes, incluida la de permitir que los veteranos en la creciente lista de espera de Chelsea sean admitidos en otros hospitales, la expansión de esas instalaciones y la construcción de una nueva residencia combinada, centro comunitario y hospital para veteranos en las regiones central/occidental de Massachusetts. Se hizo hincapié en la ubicación de este último debido al hecho de que muchos veteranos de lugares tan lejanos como Pittsfield tendrían que viajar al área de Boston para recibir atención.
Después de un prolongado debate sobre las ubicaciones, el número de camas y los servicios ofrecidos, en 1948 se había seleccionado el sitio de Holyoke. Sin embargo, los fondos y las regulaciones llevaron al proyecto a estancarse, y el gobernador entrante Paul A. Dever prometió hacer de su construcción una prioridad de su administración. Varios años después, la Casa de los Soldados se dedicó el 27 de abril de 1952 ante una multitud de 15,000 personas, incluidas unidades de la Base de la Fuerza Aérea Westover, y el excomandante nacional de AMVETS Harold Russell. En la apertura de las instalaciones, el gobernador Dever comentó que "las tijeras de la economía falsa nunca se utilizarán para recortar los créditos necesarios para el mantenimiento de esta institución sobresaliente erigida para los veteranos de Massachusetts".

### Brote y muertes por COVID-19
En abril de 2020, al menos 68 residentes de la Casa de los Soldados en Holyoke murieron por el nuevo coronavirus (COVID-19). Fue el brote más mortal en un centro de atención a largo plazo en los Estados Unidos durante la pandemia de coronavirus 2019-20. Otros 82 residentes y 81 empleados dieron positivo por la enfermedad. A fines de marzo, había 230 residentes en la casa; para el 29 de abril, solo quedaban unos 100.

## Servicios prestados

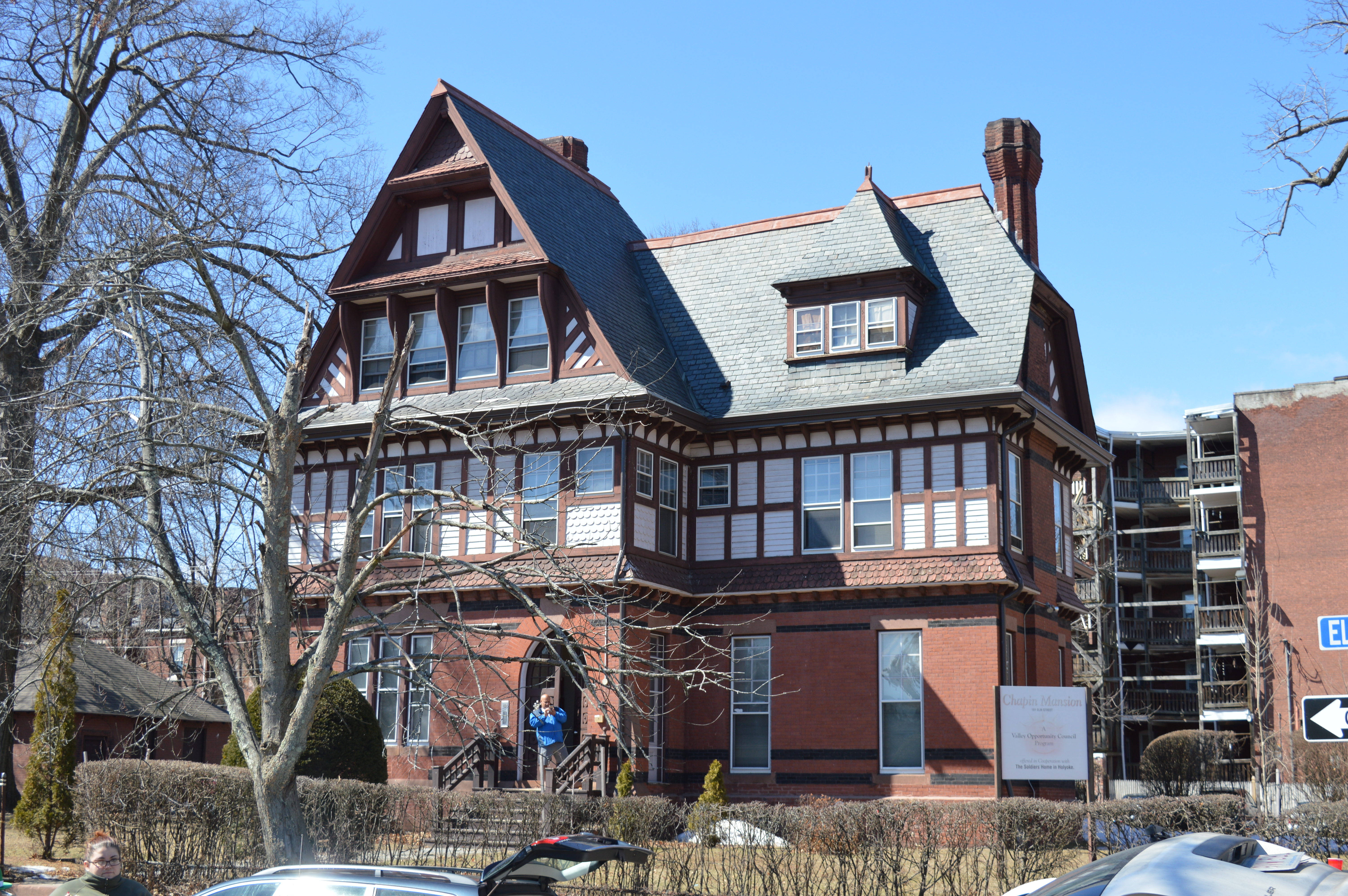
La Mansión Chapin, una instalación satelital operada por el Consejo de Oportunidades del Valle conjuntamente con la Casa de los Soldados, proporciona viviendas y servicios subsidiados para veteranos que anteriormente no tenían hogar

La Casa de los Soldados ofrece servicios a veteranos elegibles que residen en Massachusetts, incluidos servicios ambulatorios con médicos y enfermeras especializadas en optometría, oftalmología, odontología, podología, urología y hematología. La instalación también mantiene su propia farmacia. 
También se proporciona programación que incluye, entre otros, bingo, salidas grupales y funciones sociales. Los trabajadores de servicios sociales con licencia también trabajan en residentes y miembros de la comunidad de veteranos con alcance y coordinación de servicios.

## Otras lecturas
- Bump, Suzanne M (14 de diciembre de 2017), Official Audit Report; Soldiers' Home in Holyoke, for the period July 1, 2014 through June 30, 2016, Office of the State Auditor, Commonwealth of Massachusetts, archivado desde el original el 19 de septiembre de 2018.